# Robe a la polonaise

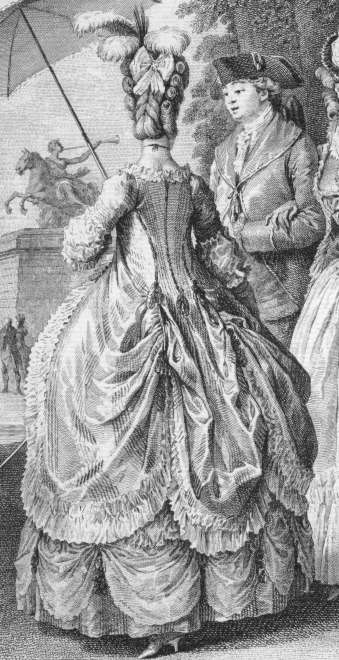
Robe a la polonaise característico de la década de 1770.

Robe a la polonaise, conocida en castellano como “polonesa” (originalmente llamada en francés robe à la Polonaise) fue una prenda femenina usada en el siglo XVIII entre los años 1770 y 1780. También se denominó con este nombre a un estilo similar en boga hacia 1880 inspirado en los trajes nacionales de Polonia y el nombre resurgió hacia 1914 para describir un tipo de sobrevestido parecido a un abrigo que se llevaba sobre un vestido más largo y sencillo.

## sigloXVIII
El vestido a la polonesa de este periodo tuvo su origen en los cómodos y rústicos trajes usados por las campesinas para sus faenas diarias con el ganado, por este motivo algunas veces se le llamaba "lechera". La principal característica de este traje era una sobrefalda que podía ser remangada mediante pequeños cordones que se tiraban para formar vistosos pliegues.